# Villaverde (Asturien)
Villaverde (asturisch Viḷḷabaser) ist eine Parroquia und ein Ort in der Gemeinde Allande der Autonomen Gemeinschaft Asturien im Norden Spaniens.
Die 104 Einwohner (2011) leben auf einer Fläche von 20,19 km² in sechs Dörfern. Pola de Allande, der Verwaltungssitz der Gemeinde, liegt 10,30 Kilometer entfernt und ist über die „AS-14“ zu erreichen.

## Sehenswürdigkeiten
- Pfarrkirche „San Juan“

## Dörfer und Weiler
| Name          | asturisch  | Einwohner | Lage                    |
| ------------- | ---------- | --------- | ----------------------- |
| Abaniella     |            | 18        | 43.219766 -6.615979 701 |
| Lantigo       |            | 9         | 43.226389 -6.615361 723 |
| Peruyeda      |            | 30        | 43.212369 -6.626774 771 |
| Santa Eulalia |            | 11        | 43.224359 -6.599027 638 |
| El Valle      | El Vaḷḷe   | 16        | 43.222701 -6.616562 725 |
| Villaverde    | Viḷḷaverde | 20        | 43.226167 -6.608741 668 |